# 老龍頭

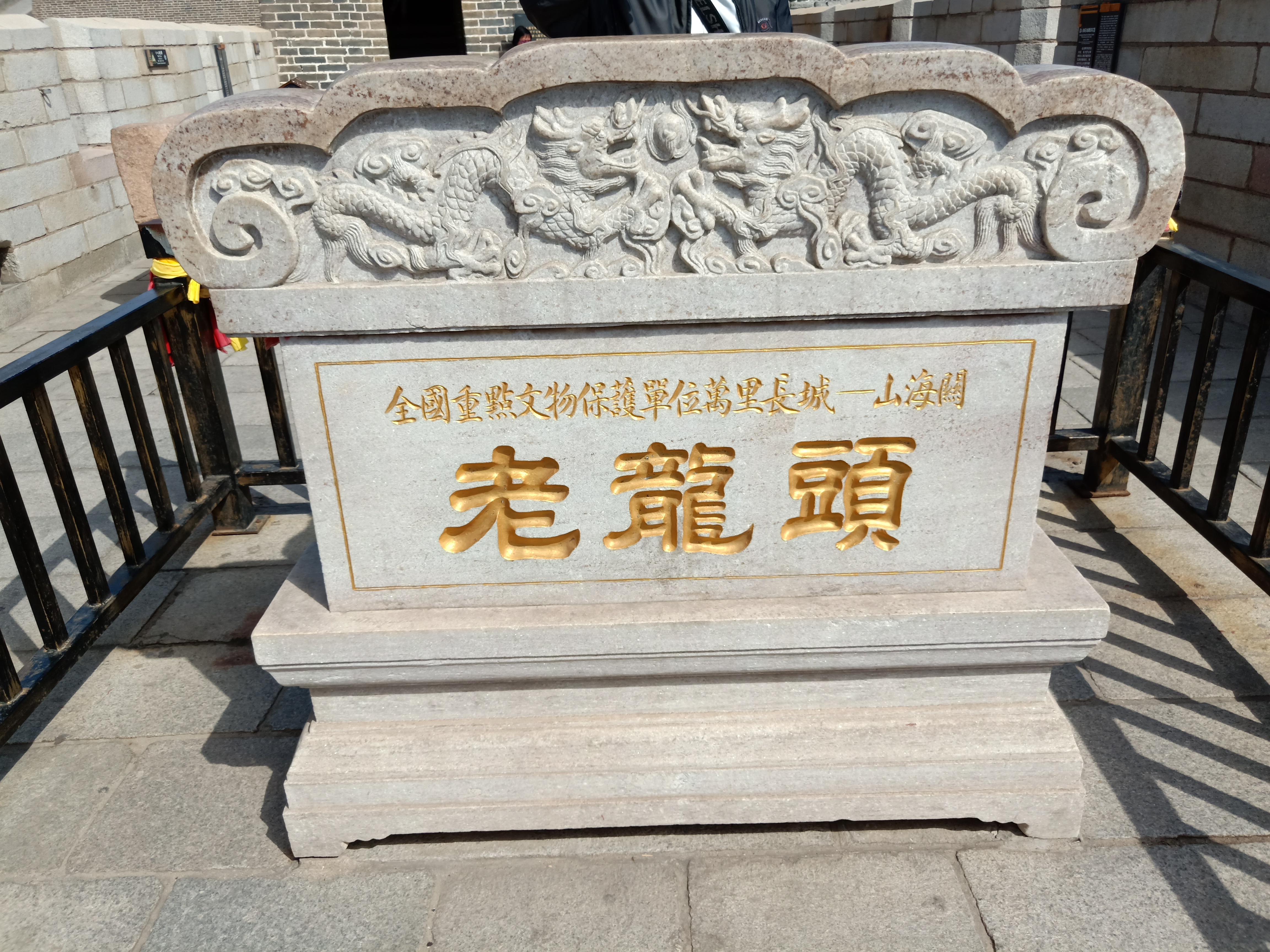
老龍頭紀念石

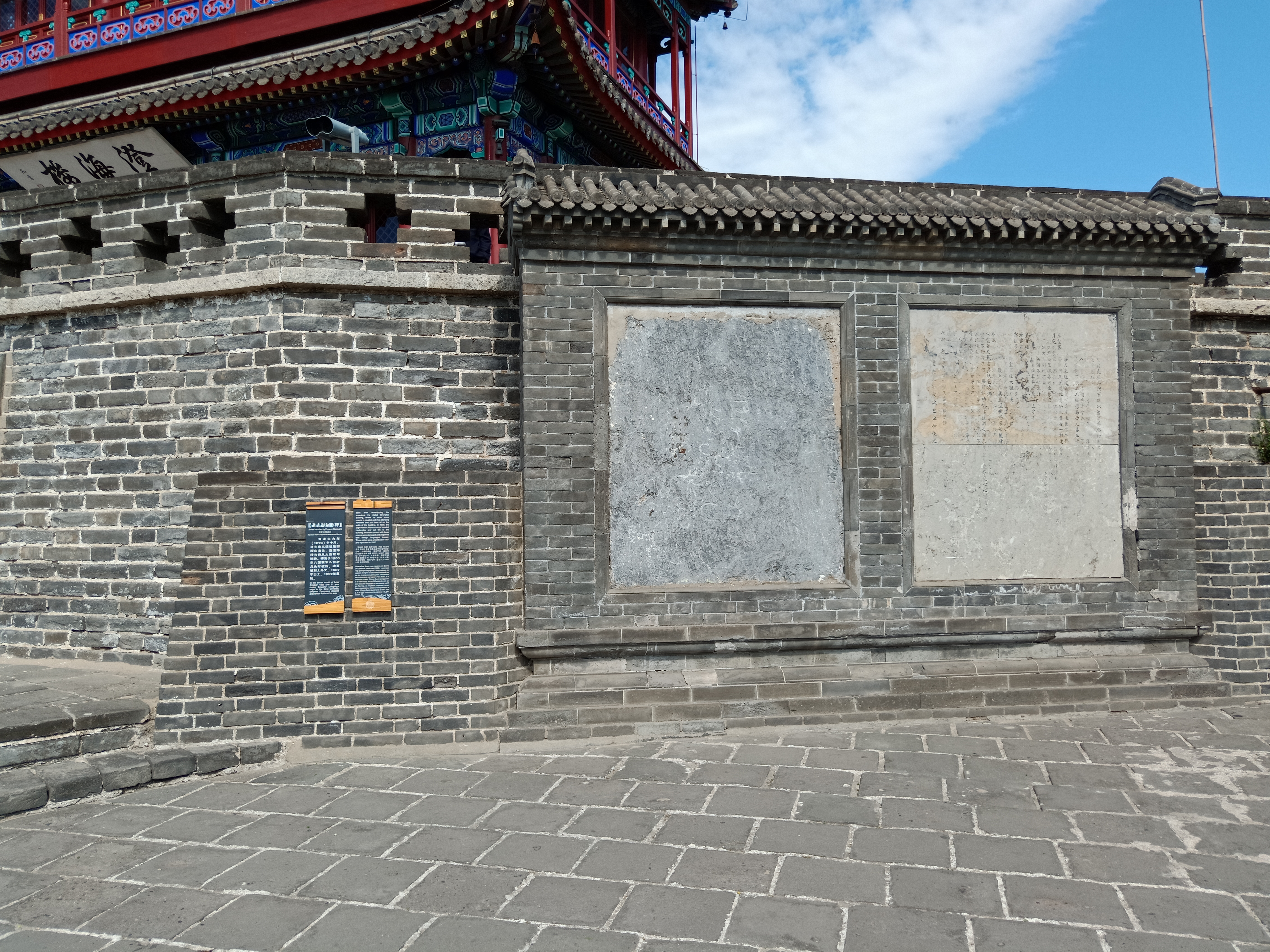
道光御製臥碑

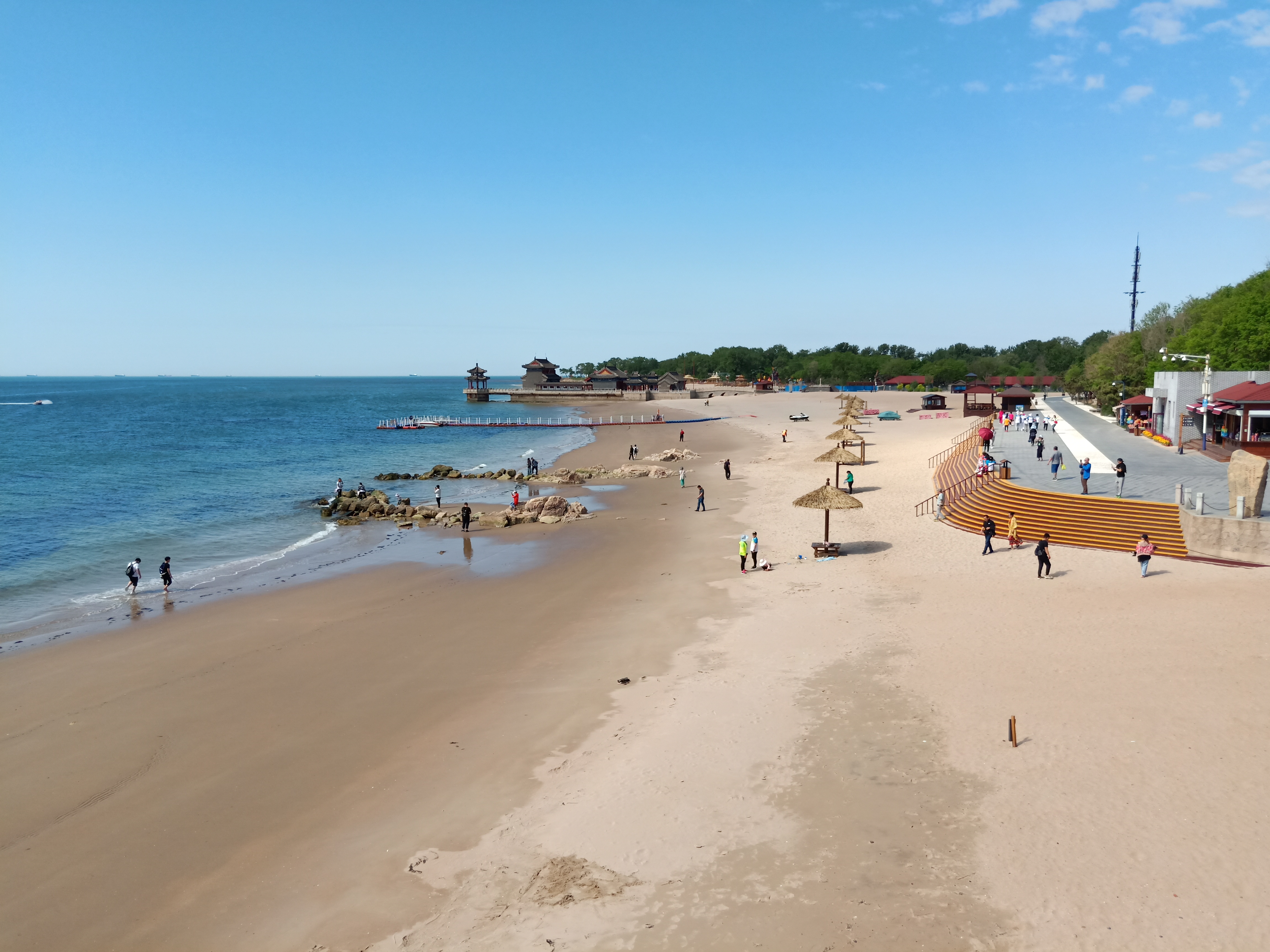
老龍頭景區海灘

老龙头是中国河北秦皇岛的一個公园和旅游風景区，也是山海关景区的附属景区，大明洪武十四年（1381年）建成，位置在山海关区，北靠龙海大道和望海道，西靠石河入海口，南和东靠渤海。
它既是明长城东边起点，明长城东边的第一个关口，又是长城唯一的入海處，有「海上长城」的称呼，更是长城第一座观海楼阁和保存得最完整的大明海防兵营等。八国联军之役期间也做过营盘的所在地。
1900年山海關之戰期間，老龍頭長城被破壞。1984年修復。